# جون حلقة
جون هالاكا (1957-) فنان بصري أمريكي من مواليد المنصورة في مصر من أب فلسطيني وأم لبنانية، انتقلت عائلته للعيش في الولايات المتحدة الأمريكية عام 1970. وهو صانع أفلام وثائقية، ويعد خبير في الرسم، والتلوين، والتصوير، وإنتاج الأفلام الوثائقية، والتاريخ المحكي، والفن الفلسطيني الحديث والمعاصر. وحصل على شهادة الماجستير في الفنون الجميلة من جامعة هيوستن في تكساس عام 1983، وكان يعمل بروفسيور فنون بصرية في جامعة سانتياغو في كاليفورنيا منذ عام 1991.

## إنجازاته الفنية
ظهرت كتاباته في مختارات محررة وكتالوجات فنية ومجلات أكاديمية وغالبًا ما ينشر في مجلة جدليّة، ونشرت مقابلاته عن الفن العربي المعاصر في تقارير صحفية وأكاديمية. وعرضت أعماله الفنية في ميشغان، وكاليفورنيا، وألاسكا، وواشنطن، وفلسطين، وإسبانيا، وبريطانيا، وشارك في المشروع الجداري الجاري "شاهد على سلوان" في حي بطن الهوى، وساهم في المعرض الرئيسي، وكتابه اللاحق: "الخريطة ليست الإقليم: مسارات متوازية (الفلسطينيون والأمريكيون الأصليون والإيرلنديون)"، وأنشأ مشروعه "اختفاء الحصاد: تأملات في نهاية الزراعة الفلسطينية" وحصل على زمالة الباحث الأمريكي لمشروعه من المركز الفلسطيني الأمريكي للدارسات خلال العامين 2018 و2019، وأجرى مقابلات التاريخ المحكي بين اللاجئين الفلسطينيين من عدة أجيال وتلقى جائزة فولبرايت في لبنان، وشارك في المعرض الافتتاحي للمتحف الوطني العربي الأمريكي.